# بخش گرس
بخش گرس (به فرانسوی: Arrondissement de Grasse) یک بخش در فرانسه است که در آلپ-ماریتیم واقع شده‌است.